# Mazara del Vallo
Mazara del Vallo is een stad in de Italiaanse provincie Trapani in het westen van het eiland Sicilië. De stad ligt op het punt waar de rivier de Mazarò in de Middellandse Zee uitstroomt. Mazara del Vallo heeft een lange geschiedenis achter de rug. Archeologische vondsten hebben aangetoond dat de plaats al sinds 12.000 v.Chr. bewoond wordt. Na te zijn geregeerd door de Grieken, Carthagers, Romeinen en Byzantijnen beleefde de stad gedurende de Arabische overheersing haar grootste bloeiperiode.
De economie van Mazara del Vallo is grotendeels afhankelijk van de visserij. De stad heeft een van de grootste vissershavens van Italië. De haven wordt door zo'n 4000 vissers gebruikt. Andere belangrijke bronnen van inkomsten zijn de wijnvelden, en olijf- en citroenplantages.
Het historische centrum van de stad telt vele kerken waaronder enkele uit de 11e eeuw. De Arabische invloed is nog duidelijk zichtbaar in de nauwe steegjes. De belangrijkste bouwwerken in het centrum zijn de kathedraal uit 1694 en de Normandische, 12e-eeuwse kerk San Nicolo Regale.

## Externe link

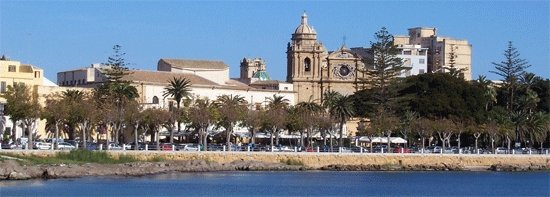
Mazara del Vallo